# SC Neustadt

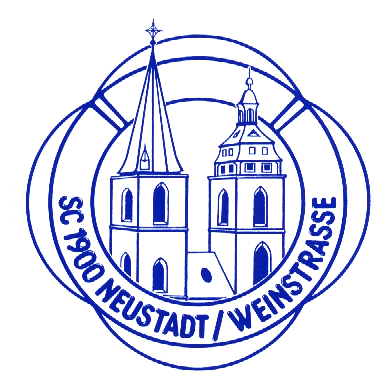
Logo des SC Neustadt

Der SC Neustadt, voller Name: Schwimm-Club 1900 e.V. Neustadt/Weinstraße, Kurzform SCN, ist ein Sportverein in der rheinland-pfälzischen Stadt Neustadt an der Weinstraße.
Der Verein wurde im Jahr 1900 gegründet. Bereits 1901 trat er dem Südwestdeutschen Schwimmverband bei.
Die Wasserballer des SCN spielen seit Jahren in der 1. bzw. 2. Bundesliga, von 2012 bis 2018 in der 1. Bundesliga Gruppe B, seit der Saison 2018/19 in der 2. Bundesliga.
Der Verein verfügt außerdem über mehrere Schwimmmannschaften, die Schwimmer der Leistungsmannschaft haben mehrfach an den Deutschen Meisterschaften und den Deutschen Jahrgangsmeisterschaften teilgenommen. 2017 konnte Fabio Stief bei den Deutschen Jahrgangsmeisterschaften einen kompletten Medaillensatz gewinnen.
2018 verteidigte er seinen Titel über 200 Meter Brust und sicherte sich die Silbermedaille über die 100 Meter Brust.
2019 errang er zum dritten Mal in Folge Silber auf 100 Meter Brust und Gold auf den 200 Meter Brust.
Der SCN ist seit 1998 Mitglied in der Deutschen Triathlon Union.